# (9019) Eucommia
(9019) Eucommia (1987 QF3) – planetoida z pasa głównego asteroid okrążająca Słońce w ciągu 3,82 lat w średniej odległości 2,44 au. Odkryta 28 sierpnia 1987 roku.